# 圣迈克桑德伯涅
圣迈克桑德伯涅（法語：Saint-Maixent-de-Beugné，法語發音：[sɛ̃ mɛksɑ̃ də bœɲe]）是法国德塞夫勒省的一个市镇，属于帕尔特奈区。

## 地理
圣迈克桑德伯涅（46°30'17"N, 0°36'33"W）面积11.02 平方千米，位于法国新阿基坦大区德塞夫勒省，该省份为法国西部内陆省份，北起曼恩-卢瓦尔省，西接旺代省，南至夏朗德省和滨海夏朗德省，东临维埃纳省。
与圣迈克桑德伯涅接壤的市镇（或旧市镇、城区）包括：欧蒂兹河畔库隆日、费莫罗、圣伊莱尔德洛日。

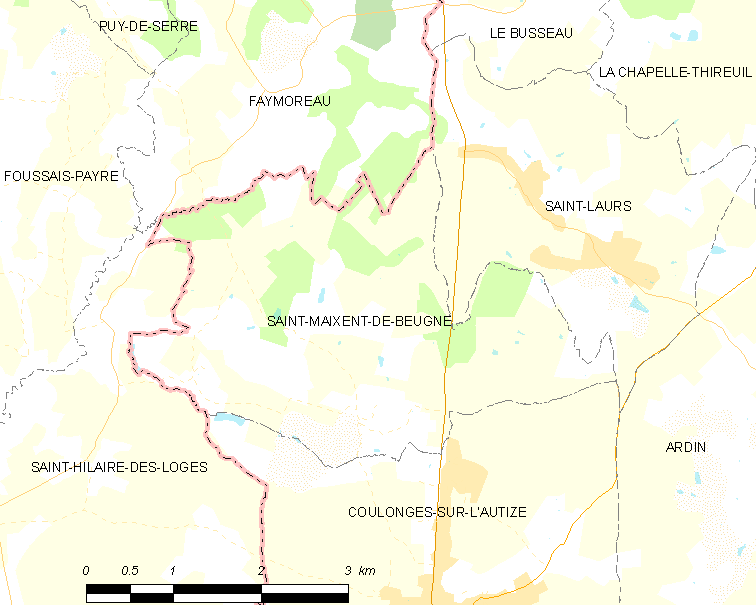
圣迈克桑德伯涅的OSM定位图

圣迈克桑德伯涅的时区为UTC+01:00、UTC+02:00（夏令时）。

## 行政
圣迈克桑德伯涅的邮政编码为79160，INSEE市镇编码为79269。

## 政治
圣迈克桑德伯涅所属的省级选区为欧蒂兹-埃格赖县。

## 人口

1962-2008年间圣迈克桑德伯涅人口变化图示

圣迈克桑德伯涅于2022年1月1日时的人口数量为418人。